# Hans Zeller (Literaturwissenschaftler)
Hans Zeller (* 27. Februar 1926 in Wädenswil; † 28. August 2014) war ein Schweizer Literaturwissenschaftler. 

## Leben
Zeller studierte ab 1945 zunächst Physik und Chemie. Nach einem Studium der Germanistik und der Altphilologie in Zürich wurde er 1953 promoviert. Er war von 1953 bis 1965 als Gymnasiallehrer tätig. 
Er war von 1965 bis 1968 Professor für Neuere deutsche Literatur an der Universität Zürich und 1968 bis 1992 an der Universität Freiburg i. Üe.; 1976/1977 war er dort Dekan der Philosophischen Fakultät. 
Zeller war Experte für Leben und Werk von Conrad Ferdinand Meyer, einem der bedeutendsten deutschsprachigen Schweizer Dichter des 19. Jahrhunderts. Zeller gilt als einer der bedeutendsten Vertreter der Editionsphilologie. Er plädierte dafür, dass neben den literarischen Texten auch deren vollständige Geschichte mit allen Varianten darzubieten sei.

## Publikationen
Herausgeberschaft
- Anna von Doß. Briefe über Conrad Ferdinand Meyer. Benteli, Bern 1960.
- hrsg. gem. m. Gunter Martens: Texte und Varianten: Probleme ihrer Edition und Interpretation. Beck, München 1971.
- C. F. Meyers Briefwechsel. Historisch-kritische Ausgabe in 12 Bänden: Bd.1, Conrad Ferdinand Meyer – Gottfried Keller, Briefe 1871 bis 1889. Benteli, Bern 1998, ISBN 3-71651134-X.
- Conrad Ferdinand Meyer: Sämtliche Werke – 1: Gedichte. Wallstein; Auflage: Ausgabe in sieben Bänden. Leseausgabe, 2014, ISBN 3-83531483-1.
- Conrad Ferdinand Meyer: Sämtliche Werke – 2 Bilder und Balladen, Zwanzig Balladen, Romanzen und Bilder, Gedichte aus dem Nachlass, Wallstein; Auflage: Ausgabe in sieben Bänden. Leseausgabe, 2014, ISBN 3-83531484-X
- Korrespondenz C. F. Meyer – Friedrich von Wyß und Georg von Wyß: Briefe 1856–1897. Wallstein, Göttingen 2014, ISBN 978-3-8353-1466-5.
- Korrespondenz C. F. Meyer – Gottfried Keller: Briefe 1871–1889. Wallstein, Göttingen 2014, ISBN 978-3-8353-1466-5.
- Verlagskorrespondenz: Conrad Ferdinand Meyer, Betsy Meyer – Hermann Haessel mit zugehörigen Briefwechseln und Verlagsdokumenten: Briefe 1855 bis April 1874. Wallstein, Göttingen 2014, ISBN 978-3-8353-1491-7.